# Quốc hội Hoa Kỳ khóa 118
Quốc hội Hoa Kỳ khóa 118 (tiếng Anh: 118th United States Congress) là hội nghị hiện tại của nhánh lập pháp của chính phủ liên bang Hoa Kỳ, bao gồm Thượng viện Hoa Kỳ và Hạ viện Hoa Kỳ. Nó được triệu tập tại Washington, DC, vào ngày 3 tháng 1 năm 2023 và dự kiến sẽ kết thúc vào ngày 3 tháng 1 năm 2025, trong hai năm cuối cùng của nhiệm kỳ đầu tiên của Tổng thống Joe Biden.
Trong cuộc bầu cử giữa kỳ năm 2022, Đảng Cộng hòa lần đầu giành quyền kiểm soát Hạ viện kể từ Quốc hội khóa 115, trong khi Đảng Dân chủ giành được thêm một ghế Thượng viện, mở rộng thế đa số từ 50–50 (gồm 48 đảng viên Dân chủ cùng 2 chính khách độc lập, và Phó Tổng thống Kamala Harris là người phá vỡ thế hoà) lên thành 51–49 (gồm 48 đảng viên Dân chủ cùng 3 chính khách độc lập). Điều này đánh dấu Quốc hội chia rẽ đầu tiên kể từ khóa 116, và Quốc hội với Đảng Cộng hòa giữ đa số ở Hạ viện và Đảng Dân chủ ở Thượng viện đầu tiên kể từ khóa 113.
Với việc Đảng Cộng hòa giành được Hạ viện, Quốc hội khóa 118 đã kết thúc chính phủ tam thểcủa Đảng Dân chủ được thành lập từ đầu khóa 117. Ngoài ra, Quốc hội khóa 118 còn có nữ Chủ tịch Thượng viện tạm quyền đầu tiên (Patty Murray), Lãnh đạo đảng Da đen đầu tiên (Hakeem Jeffries), và Lãnh đạo đảng tại Thượng viện tại nhiệm lâu nhất (Mitch McConnell). Từ ngày 3 tháng 1 đến ngày 6 tháng 1, Hạ viện khóa này đã không thể bầu ra Chủ tịch trong nhiều lần bỏ phiếu, điều chưa từng xảy ra kể từ khóa 68 một thế kỷ trước. Người chiến thắng sau cùng (Kevin McCarthy) không được công bố cho đến lá phiếu thứ 15 vào rạng sáng ngày 7 tháng 1. Gần 9 tháng sau, vào ngày 3 tháng 10, bản thân McCarthy trở thành Chủ tịch Hạ viện đầu tiên bị bãi nhiệm sau khi một kiến nghị bãi chức được đa số Hạ viện tán thành khi các nghị sĩ cực hữu trong nội bộ Đảng Cộng hòa phản đối McCarthy vì ông đã liên minh với đảng Dân chủ để vượt qua cuộc khủng hoảng trần nợ. Sau 3 lần thất bại của nhiều Dân biểu khác nhau để giành lấy vị trí này, vào ngày 25 tháng 10, Mike Johnson được bầu làm Chủ tịch Hạ viện.

## Sự kiện chính
- Ngày 3 tháng 1 năm 2023 (vào lúc 12:00 trưa EST): Quốc hội khóa 118 khai mạc. Các Thượng nghị sĩ đắc cử tuyên thệ nhậm chức, trong khi đó, các Hạ nghị sĩ đắc cử không thể thực hiện nghi lễ tuyên thệ truyền thống vì Hạ viện chưa bầu được Chủ tịch.
- Ngày 3–7 tháng 1 năm 2023: Bầu cử Chủ tịch Hạ viện Hoa Kỳ kéo dài qua 15 lần bỏ phiếu. Sau cùng, Kevin McCarthy đã được bầu làm Chủ tịch, nhưng chỉ sau khi 6 Hạ nghị sĩ phản đối ông bỏ phiếu trắng, hạ thấp ngưỡng đa số từ 218 xuống 215.
- Ngày 2 tháng 2 năm 2023: Hạ viện đã bỏ phiếu với tỷ lệ phiếu 218–211 để loại bỏ Dân biểu Ilhan Omar từ Minnesota khỏi Ủy ban Ngoại giao.
- Ngày 7 tháng 2 năm 2023: Tổng thống Joe Biden đọc Diễn văn Liên bang năm 2023.
- Ngày 3 tháng 6 năm 2023: Cuộc khủng hoảng trần nợ năm 2023 chấm dứt với Đạo luật Trách nhiệm Tài khóa 2023.
- Ngày 21 tháng 6 năm 2023: Hạ viện bỏ phiếu với tỷ số 213–209, quyết định kỷ luật Dân biểu Adam Schiff từ California vì hành động của ông trong cuộc điều tra của Quốc hội vào sự can thiệp của Nga vào cuộc Bầu cử tổng thống Hoa Kỳ 2016 và vụ luận tội Donald Trump lần thứ nhất.
- Ngày 12 tháng 7 năm 2023: Kamala Harris bỏ lá phiếu phá vỡ thế hòa thứ 31 với tư cách Phó Tổng thống, cân bằng kỷ lục với John C. Calhoun, để kích hoạt "cloture", ngừng tranh luận và bỏ phiếu chuẩn thuận Kalpana Kotagal vào Ủy ban Cơ hội Việc làm Bình đẳng.[2]
- Ngày 12 tháng 9 năm 2023: Hạ viện mở cuộc điều tra luận tội Joe Biden.
- Ngày 29 tháng 9 năm 2023: Thượng nghị sĩ Dianne Feinstein, nữ thượng nghị sĩ có nhiệm kỳ dài nhất lịch sử, qua đời.[3]
- Ngày 3 tháng 10 năm 2023: Hạ viện bỏ phiếu với tỷ số 216–210, quyết định bãi nhiệm Kevin McCarthy khỏi vị trí Chủ tịch Hạ viện qua kiến nghị bãi chức được đệ trình trước đó.[4] Patrick McHenry ngay lập tức trở thành Chủ tịch tạm quyền.
- Ngày 17–25 tháng 10 năm 2023: Bầu cử Chủ tịch Hạ viện 10/2023
- Ngày 25 tháng 10 năm 2023: Mike Johnson được bầu làm Chủ tịch Hạ viện.[5]

## Hoạt động lập pháp chính

### Ban hành
- Ngày 20 tháng 3 năm 2023: Đạo luật Nguồn gốc COVID-19 2023, S. 619
- Ngày 3 tháng 6 năm 2023: Đạo luật Trách nhiệm Tài khóa 2023, H.R. 3746
- Ngày 3 tháng 6 năm 2023: Đạo luật Cải tiến NOTAM 2023, H.R. 346
- Ngày 14 tháng 6 năm 2023: Đạo luật Cựu chiến binh COLA 2023, S. 777
- Ngày 30 tháng 6 năm 2023: Đạo luật CADETS, S. 467
- Ngày 18 tháng 7 năm 2023: Đạo luật cấp phép cho cơ sở y tế lớn dành cho cựu chiến binh, năm tài chính 2023, S. 30
- Ngày 25 tháng 7 năm 2023: Cung cấp trách nhiệm giải trình thông qua Đạo luật minh bạch năm 2023, S. 111
- Ngày 28 tháng 7 năm 2023: Đạo luật chuyển nhượng đất đai của người da đỏ Pala Band năm 2023, H.R. 423
- Ngày 7 tháng 8 năm 2023: Sáng kiến Hoa Kỳ-Đài Loan về Đạo luật thực thi Hiệp định Thương mại đầu tiên trong thế kỷ 21 H.R. 4004
- Ngày 22 tháng 9 năm 2023: Bảo đảm Đạo luật Mạng lưới Mua sắm và Cấy ghép Nội tạng của Hoa Kỳ H.R. 2544
- Ngày 30 tháng 9 năm 2023: Tiếp tục phân bổ ngân sách cho năm tài chính 2024 và cho các mục đích khác H.R. 5860

### Được đề xuất (nhưng không được ban hành)

#### Từ Hạ viện
- H.R. 1: Đạo luật Giảm giá Năng lượng (đang chờ Thượng viện bỏ phiếu)
- H.R. 5: Đạo luật Quyền Cha mẹ (đang chờ Thượng viện bỏ phiếu)

- H.R. 7: Đạo luật tiết lộ đầy đủ về việc không tài trợ cho người nộp thuế Phá thai và Bảo hiểm Phá thai năm 2023 (đang chờ ủy ban Hạ viện xem xét)
- H.R. 21: Đạo luật Cung ứng Sản xuất Chiến lược (đang chờ Thượng viện bỏ phiếu)
- H.R. 22: Đạo luật Bảo vệ Dầu mỏ Dự trữ Chiến lược của Hoa Kỳ khỏi Trung Quốc (đang chờ Thượng viện bỏ phiếu)
- H.R. 23: Đạo luật Bảo vệ Người đóng thuế Gia đình và Doanh nghiệp nhỏ (đang chờ Thượng viện bỏ phiếu)
- H.R. 25: Đạo luật Công bằng Thuế (đang chờ ủy ban Hạ viện xem xét)
- H.R. 26: Đạo luật Bảo vệ Những người sống sót sau phá thai từ khi sinh ra (đang chờ Thượng viện bỏ phiếu)
- H.R. 51: Đạo luật Kết nạp Washington, D.C. (đang chờ ủy ban Hạ viện xem xét)
- H.R. 82: Đạo luật Công bằng An sinh Xã hội 2023 (đang chờ ủy ban Hạ viện xem xét)
- H.R. 277: Các quy định từ Đạo luật cần giám sát nhánh Hành pháp (đang chờ Thượng viện bỏ phiếu)
- H.R. 734: Đạo luật bảo vệ phụ nữ và trẻ em gái trong thể thao năm 2023 (đang chờ Thượng viện bỏ phiếu)
- H.R. 2811: Đạo luật Giới hạn, Tiết kiệm, Phát triển năm 2023 (nhập vào Đạo luật Trách nhiệm Tài khóa 2023)

#### Từ Thượng viện
- S. 316: Dự luật hủy bỏ việc cho phép sử dụng lực lượng quân sự chống lại Iraq. (đang chờ Hạ viện bỏ phiếu)
- S. 326: Đạo luật nghiên cứu cần sa dược phẩm VA (bị Thượng viện từ chối bỏ phiếu)
- S. 686: Đạo luật RESTRICT (đang chờ ủy ban Thượng viện xem xét)
- S. 701: Đạo luật Bảo vệ Sức khỏe Phụ nữ
- S. 870: Đạo luật về Tài trợ và An toàn cứu hỏa (đang chờ Hạ viện bỏ phiếu)
- S. 916: Đạo luật Ngăn chặn Phí rác (đang chờ ủy ban Thượng viện xem xét)

## Các nghị quyết chính

### Thông qua
- H.Res. 5: Thông qua Nội quy của Hạ viện cho Quốc hội khóa 118, và cho các mục đích khác.
- H.Res. 11: Thành lập Ủy ban Chọn lọc về Cạnh tranh Chiến lược giữa Hoa Kỳ và Đảng Cộng sản Trung Quốc.
- H.Res. 12: Thành lập Tiểu ban Chọn lọc về Vũ khí hóa Chính phủ liên bang với tư cách là tiểu ban điều tra chọn lọc của Ủy ban Tư pháp Hạ viện.
- H.Res. 76: Cách chức Ilhan Omar khỏi Ủy ban Ngoại giao Hạ viện.
- H.Res. 521: Kỷ luật Adam Schiff và báo cáo hành vi của ông tới Ủy ban Đạo đức Hạ viện để điều tra thêm.
- H.Res. 757: Tuyên bố chức Chủ tịch Hạ viện bị bỏ trống.
- H.J.Res. 7: Chấm dứt tình trạng khẩn cấp toàn quốc liên quan đến dịch bệnh COVID-19 do Tổng thống ban hành ngày 13/3/2020.
- H.J.Res. 26: Không tán thành hành động của Hội đồng Quận Columbia trong việc phê duyệt Đạo luật Sửa đổi Bộ luật Hình sự năm 2022.
- S.Res. 376: Làm rõ quy định về trang phục tại phòng họp Thượng viện.

### Đề xuất
- H.Con.Res. 3: Bày tỏ quan điểm của Quốc hội cũng như lên án các cuộc tấn công gần đây vào các cơ sở, các nhóm và các nhà thờ phản đối phá thai. (đang chờ Thượng viện bỏ phiếu).
- H.Con.Res. 9: Bày tỏ sự không đồng tình với chủ nghĩa xã hội. (đang chờ Thượng viện bỏ phiếu).
- S.J.Res. 4: Bỏ thời hạn phê chuẩn Nghị định thư về Tu chính án Quyền Bình đẳng.
- H.Res. 114: Trục xuất George Santos vì hành vi nói dối của ông.

### Bị phủ quyết
- H.J.Res. 27: Cung cấp sự phản đối của Quốc hội theo chương 8, mục 5, Bộ luật Hoa Kỳ, về quy tắc do Bộ lục quân, Quân đoàn Công binh, Bộ Quốc phòng và Cơ quan Bảo vệ Môi trường đệ trình liên quan đến "Sửa đổi Định nghĩa về '''Hải phận của Hoa Kỳ'".
- H.J.Res. 30: Đưa ra sự phản đối của Quốc hội theo chương 8, mục 5, Bộ luật Hoa Kỳ, về quy tắc do Bộ Lao động đệ trình liên quan đến "Sự thận trọng và trung thành trong việc lựa chọn kế hoạch đầu tư và thực hiện quyền cổ đông".
- H.J.Res. 39: Không chấp thuận quy định do Bộ Thương mại đệ trình liên quan đến "Các thủ tục bao gồm việc đình chỉ thanh lý, nghĩa vụ và nghĩa vụ ước tính theo Tuyên bố 10414 của Tổng thống".
- H.J.Res. 42:Không tán thành hành động của Hội đồng Quận Columbia trong việc phê duyệt Đạo luật sửa đổi cải cách tư pháp và chính sách toàn diện năm 2022.
- H.J.Res. 45: Đưa ra sự phản đối của Quốc hội theo chương 8, mục 5, Bộ luật Hoa Kỳ, về quy tắc do Bộ Giáo dục đệ trình liên quan đến "Miễn trừ và Sửa đổi các Khoản vay Liên bang dành cho Sinh viên".
- S.J.Res. 11: Đưa ra sự phản đối của Quốc hội theo chương 8, mục 5, Bộ luật Hoa Kỳ, về quy tắc do Cơ quan Bảo vệ Môi trường đệ trình liên quan đến "Kiểm soát ô nhiễm không khí từ các phương tiện cơ giới mới: Tiêu chuẩn phương tiện và động cơ hạng nặng".

## Thành phần Quốc hội

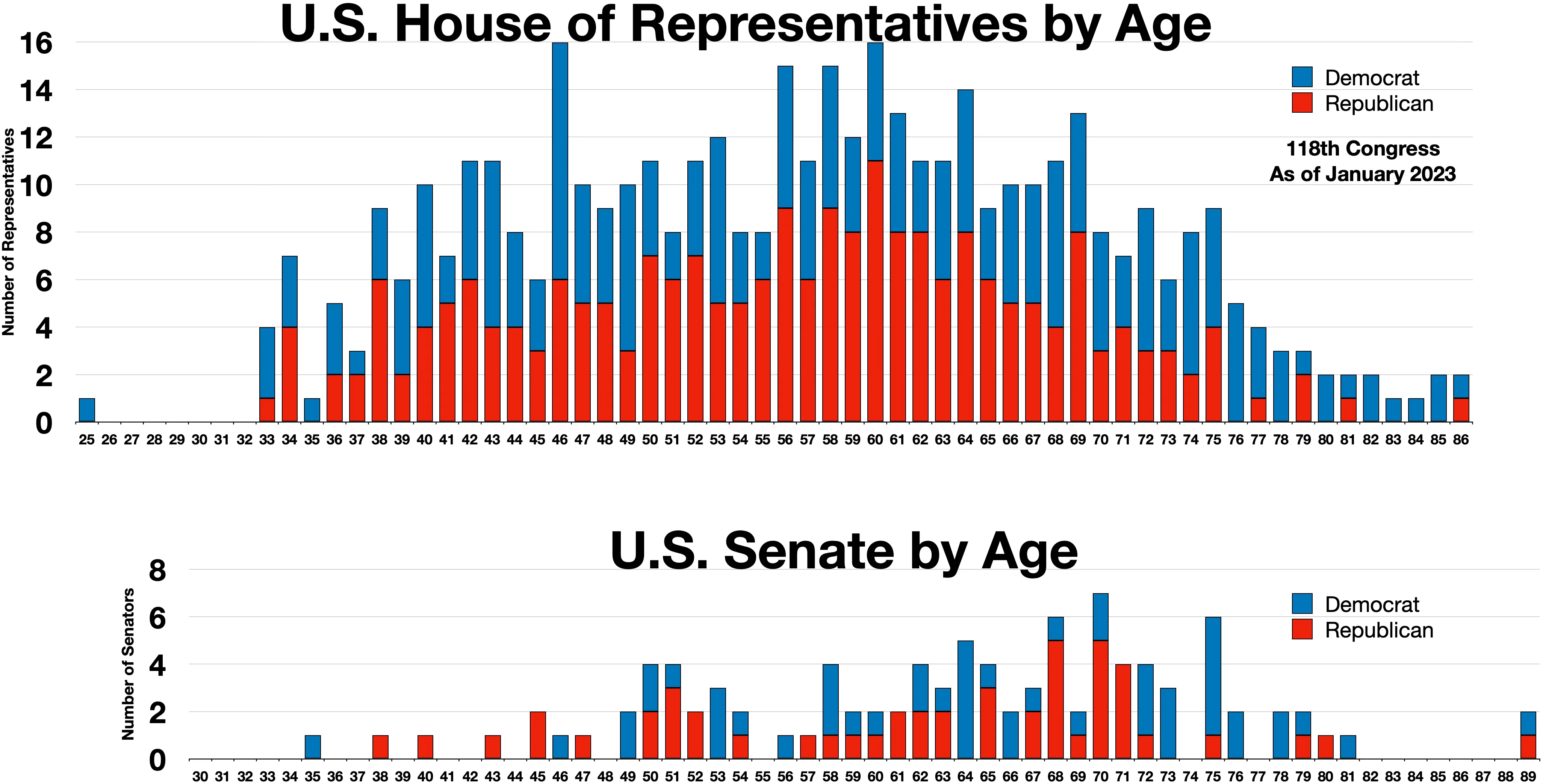
Số lượng Thành viên Quốc hội theo độ tuổi, Quốc hội khóa 118

### Thượng viện

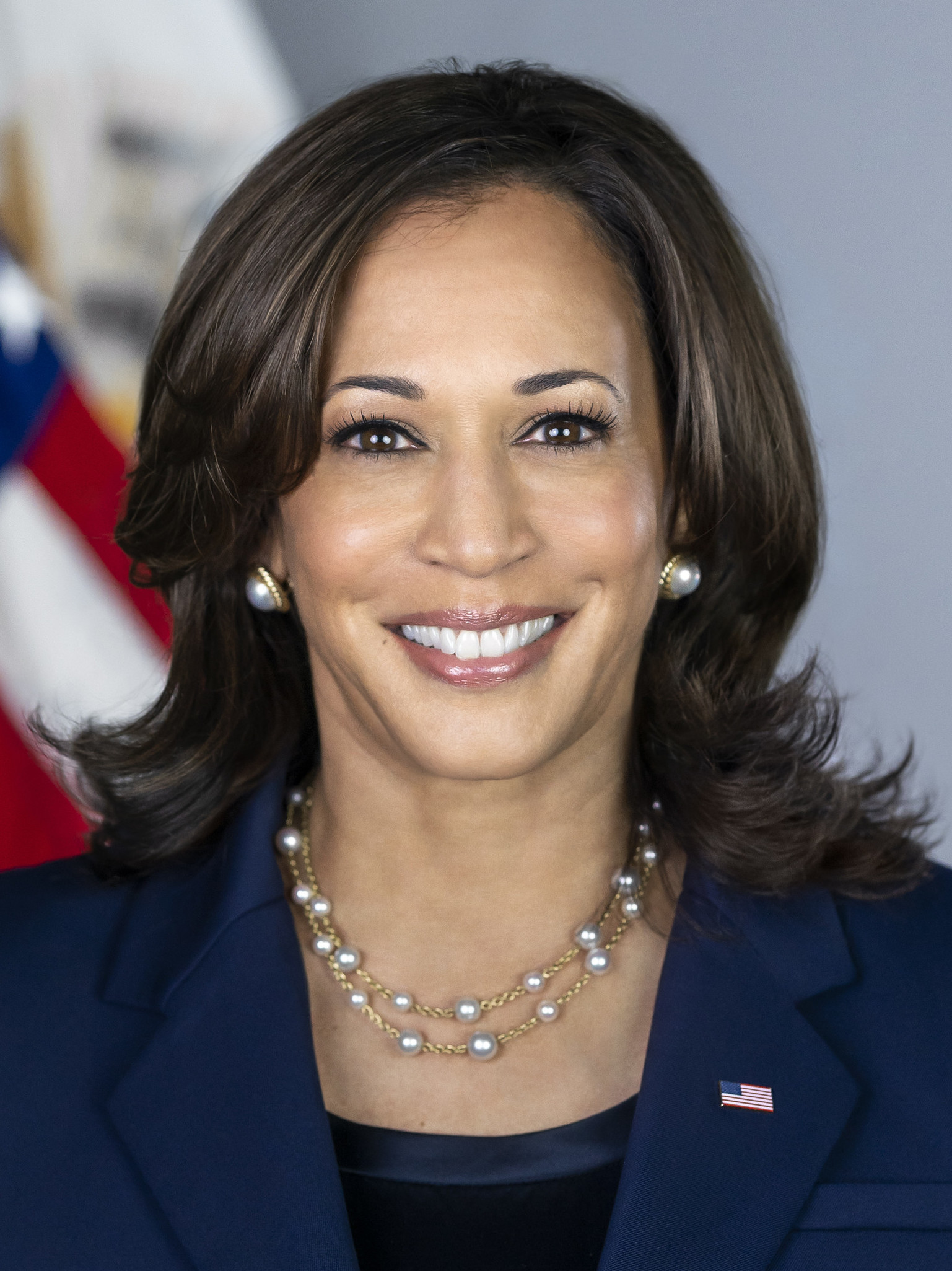

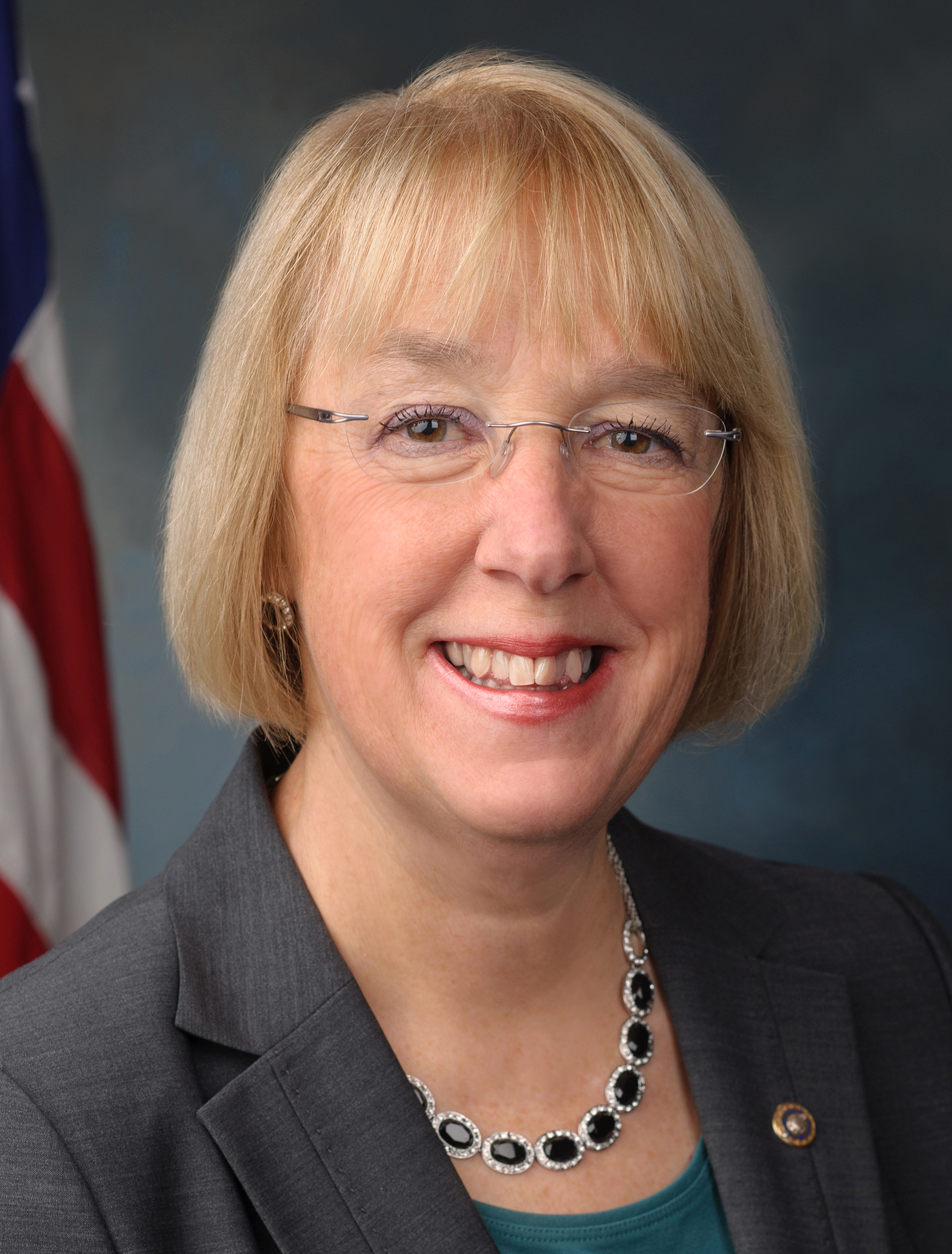

|                              | Đảng(ô có màu chỉ ra phe chiếm đa số) | Đảng(ô có màu chỉ ra phe chiếm đa số) | Đảng(ô có màu chỉ ra phe chiếm đa số) | Tổng cộng | Trống |
| ---------------------------- | ------------------------------------- | ------------------------------------- | ------------------------------------- | --------- | ----- |
|                              |                                       |                                       |                                       | Tổng cộng | Trống |
| Dân chủ                      | Độc lập                               | Cộng hòa                              |                                       | Tổng cộng | Trống |
| Kết thúc Quốc hội khóa trước | 48                                    | 2                                     | 50                                    | 100       | 0     |
|                              |                                       |                                       |                                       |           |       |
| Bắt đầu (3 tháng 1, 2023)    | 48                                    | 3                                     | 49                                    | 100       | 0     |
| 8 tháng 1, 2023              | 48                                    | 3                                     | 48                                    | 99        | 1     |
| 23 tháng 1, 2023             | 48                                    | 3                                     | 49                                    | 100       | 0     |
| Tỷ lệ kiểm soát gần nhất     | 51,0%                                 | 51,0%                                 | 49%                                   |           |       |

### Hạ viện
|                                  | Đảng(ô có màu chỉ ra phe đa số) | Đảng(ô có màu chỉ ra phe đa số) | Tổng cộng | Trống |
| -------------------------------- | ------------------------------- | ------------------------------- | --------- | ----- |
|                                  |                                 |                                 | Tổng cộng | Trống |
| Dân chủ                          | Cộng hòa                        |                                 | Tổng cộng | Trống |
| Kết thúc Quốc hội khóa trước     | 216                             | 213                             | 429       | 6     |
|                                  |                                 |                                 |           |       |
| Bắt đầu (3 tháng 1, 2023)        | 212                             | 222                             | 434       | 1     |
| Tỷ lệ kiểm soát gần nhất         | 48.8%                           | 51,2%                           |           |       |
| Đại biểu không có quyền bỏ phiếu | 3                               | 3                               | 6         | 0     |

## Lãnh đạo
Lưu ý: Đảng viên Dân chủ tự gọi mình là "Cuộc họp kín"; Đảng Cộng hòa tự gọi mình là một "Hội nghị".

### Thượng viện

#### Chủ tọa
- Chủ tịch Thượng viện: Kamala Harris (D)
- Chủ tịch Thượng viện tạm quyền: Patty Murray (D)

#### Ban Lãnh đạo Đảng Dân chủ Đa số
- Lãnh đạo Đa số Thượng viện và Chủ tịch Cuộc họp kín Đảng Dân chủ Thượng viện[f]: Chuck Schumer (NY)
- Phó Lãnh đạo Đa số Thượng viện: Dick Durbin (IL)
- Chủ tịch Ủy ban Chính sách và Truyền thông Đảng Dân chủ Thượng viện: Debbie Stabenow (MI)
- Chủ tịch Ủy ban Chỉ đạo và Tiếp cận Đảng Dân chủ Thượng viện phụ trách Chỉ đạo: Amy Klobuchar (MN)
- Phó Chủ tịch Cuộc họp kín Đảng Dân chủ Thượng viện: Mark Warner (VA) và Elizabeth Warren (MA)
- Chủ tịch Ủy ban Chỉ đạo và Tiếp cận Đảng Dân chủ Thượng viện phụ trách Tiếp cận: Bernie Sanders (VT)
- Thư ký Cuộc họp kín Đảng Dân chủ Thượng viện: Tammy Baldwin (WI)
- Phó Chủ tịch Ủy ban Chính sách và Truyền thông Đảng Dân chủ Thượng viện: Joe Manchin (WV) và Cory Booker (NJ)
- Chủ tịch Ủy ban Vận động Đảng Dân chủ Thượng viện: Gary Peters (MI)
- Phó Chủ tịch Ủy ban Chỉ đạo và Tiếp cận Đảng Dân chủ Thượng viện phụ trách Chỉ đạo: Jeanne Shaheen (NH)
- Phó Chủ tịch Ủy ban Chỉ đạo và Tiếp cận Đảng Dân chủ Thượng viện phụ trách Tiếp cận: Catherine Cortez Masto (NV)
- Phó Thư ký Cuộc họp kín Đảng Dân chủ Thượng viện: Brian Schatz (HI)
- Phó Kỷ luật viên trưởng Đảng Dân chủ Thượng viện: Jeff Merkley (OR)
- Phó Chủ tịch Ủy ban Vận động Đảng Dân chủ Thượng viện: Tina Smith (MN) và Alex Padilla (CA)

#### Ban Lãnh đạo Đảng Cộng hòa Thiểu số
- Lãnh đạo Thiểu số Thượng viện: Mitch McConnell (KY)
- Phó Lãnh đạo Thiểu số Thượng viện: John Thune (SD)
- Chủ tịch Hội nghị Đảng Cộng hòa Thượng viện: John Barrasso (WY)
- Chủ tịch Ủy ban Chính sách Đảng Cộng hòa Thượng viện: Joni Ernst (IA)
- Phó Chủ tịch Hội nghị Đảng Cộng hòa Thượng viện: Shelley Moore Capito (WV)
- Chủ tịch Ủy ban Quốc gia Đảng Cộng hoà Thượng viện: Steve Daines (MT)
- Chủ tịch Ủy ban Chỉ đạo Đảng Cộng hòa Thượng viện: Mike Lee (UT)

### Hạ viện

#### Chủ tọa
- Chủ tịch Hạ viện: Kevin McCarthy (R),  7 tháng 1, 2023 – 3 tháng 10, 2023
  - Chủ tịch Hạ viện tạm quyền: Patrick McHenry (R), 3 tháng 10, 2023 – 25 tháng 10, 2023
- Chủ tịch Hạ viện: Mike Johnson (R), từ 25 tháng 10, 2023

#### Ban Lãnh đạo Đảng Cộng hòa Đa số
- Lãnh đạo Đa số Hạ viện: Steve Scalise (LA 1)
- Phó Lãnh đạo Đa số Hạ viện: Tom Emmer (MN 6)
- Chủ tịch Hội nghị Đảng Cộng hòa Hạ viện: Elise Stefanik (NY 21)
- Phó Chủ tịch Hội nghị Đảng Cộng hòa Hạ viện: Trống
- Thư ký Hội nghị Đảng Cộng hòa Hạ viện: Lisa McClain (MI 9)
- Chủ tịch Ủy ban Quốc gia Đảng Cộng hòa Hạ viện: Richard Hudson (NC 9)

#### Ban Lãnh đạo Đảng Dân chủ Thiểu số
- Lãnh đạo Thiểu số Hạ viện: Hakeem Jeffries (NY 8)
- Phó Lãnh đạo Thiểu số Hạ viện: Katherine Clark (MA 5)
- Chủ tịch Cuộc họp kín Đảng Dân chủ Hạ viện: Pete Aguilar (CA 33)
- Phó Chủ tịch Cuộc họp kín Đảng Dân chủ Hạ viện: Ted Lieu (CA 36)
- Chủ tịch Ủy ban Vận động Đảng Dân chủ Hạ viện: Suzan DelBene (WA 1)
- Trợ lý Lãnh đạo Đảng Dân chủ: Jim Clyburn (SC 6)
- Đồng Chủ tịch Ủy ban Chính sách và Truyền thông Đảng Dân chủ Hạ viện: Joe Neguse (CO 2) và Veronica Escobar (TX 16)
- Đại diện Ban Lãnh đạo Nhóm các Hạ nghị sĩ nhiệm kỳ đầu Đảng Dân chủ Hạ viện: Jasmine Crockett (TX 30)

## Thành viên

### Thượng viện
- Alabama
- Alaska
- Arizona
- Arkansas
- California
- Colorado
- Connecticut
- Delaware
- Florida
- Georgia
- Hawaii
- Idaho
- Illinois
- Indiana
- Iowa
- Kansas
- Kentucky
- Louisiana
- Maine
- Maryland
- Massachusetts
- Michigan
- Minnesota
- Mississippi
- Missouri
- Montana
- Nebraska
- Nevada
- New Hampshire
- New Jersey
- New Mexico
- New York
- North Carolina
- North Dakota
- Ohio
- Oklahoma
- Oregon
- Pennsylvania
- Rhode Island
- South Carolina
- South Dakota
- Tennessee
- Texas
- Utah
- Vermont
- Virginia
- Washington
- West Virginia
- Wisconsin
- Wyoming

Các con số đề cập đến nhóm ghế Thượng viện của họ. Tất cả các ghế nhóm 3 đã tranh cử trong cuộc bầu cử tháng 11 năm 2022. Trong Quốc hội khóa này, nhóm 3 đang ở đầu nhiệm kỳ và sẽ tái cử vào năm 2028; nhóm 1 đang ở cuối nhiệm kỳ và sẽ tái cử vào năm 2024; và nhóm 2 đang ở giữa nhiệm kỳ và sẽ tái cử vào năm 2026.
| ▌2. Tommy Tuberville (R) ▌3. Katie Britt (R) ▌2. Dan Sullivan (R) ▌3. Lisa Murkowski (R) ▌1. Kyrsten Sinema (I) ▌3. Mark Kelly (D) ▌2. Tom Cotton (R) ▌3. John Boozman (R) ▌1. Dianne Feinstein (D) ▌3. Alex Padilla (D) ▌2. John Hickenlooper (D) ▌3. Michael Bennet (D) ▌1. Chris Murphy (D) ▌3. Richard Blumenthal (D) ▌1. Tom Carper (D) ▌2. Chris Coons (D) ▌1. Rick Scott (R) ▌3. Marco Rubio (R) ▌2. Jon Ossoff (D) ▌3. Raphael Warnock (D) ▌1. Mazie Hirono (D) ▌3. Brian Schatz (D) ▌2. Jim Risch (R) ▌3. Mike Crapo (R) ▌2. Dick Durbin (D) ▌3. Tammy Duckworth (D) ▌1. Mike Braun (R) ▌3. Todd Young (R) ▌2. Joni Ernst (R) ▌3. Chuck Grassley (R) ▌2. Roger Marshall (R) ▌3. Jerry Moran (R) ▌2. Mitch McConnell (R) ▌3. Rand Paul (R) ▌2. Bill Cassidy (R) ▌3. John Kennedy (R) ▌1. Angus King (I) ▌2. Susan Collins (R) ▌1. Ben Cardin (D) ▌3. Chris Van Hollen (D) ▌1. Elizabeth Warren (D) ▌2. Ed Markey (D) ▌1. Debbie Stabenow (D) ▌2. Gary Peters (D) ▌1. Amy Klobuchar (DFL) ▌2. Tina Smith (DFL) ▌1. Roger Wicker (R) ▌2. Cindy Hyde-Smith (R) ▌1. Josh Hawley (R) ▌3. Eric Schmitt (R) | ▌1. Jon Tester (D) ▌2. Steve Daines (R) ▌1. Deb Fischer (R) ▌2. Ben Sasse (R) (đến 8 tháng 1, 2023) ▌ Pete Ricketts (R) (từ 23 tháng 1, 2023) ▌1. Jacky Rosen (D) ▌3. Catherine Cortez Masto (D) ▌2. Jeanne Shaheen (D) ▌3. Maggie Hassan (D) ▌1. Bob Menendez (D) ▌2. Cory Booker (D) ▌1. Martin Heinrich (D) ▌2. Ben Ray Luján (D) ▌1. Kirsten Gillibrand (D) ▌3. Chuck Schumer (D) ▌2. Thom Tillis (R) ▌3. Ted Budd (R) ▌1. Kevin Cramer (R) ▌3. John Hoeven (R) ▌1. Sherrod Brown (D) ▌3. J. D. Vance (R) ▌2. Markwayne Mullin (R) ▌3. James Lankford (R) ▌2. Jeff Merkley (D) ▌3. Ron Wyden (D) ▌1. Bob Casey Jr. (D) ▌3. John Fetterman (D) ▌1. Sheldon Whitehouse (D) ▌2. Jack Reed (D) ▌2. Lindsey Graham (R) ▌3. Tim Scott (R) ▌2. Mike Rounds (R) ▌3. John Thune (R) ▌1. Marsha Blackburn (R) ▌2. Bill Hagerty (R) ▌1. Ted Cruz (R) ▌2. John Cornyn (R) ▌1. Mitt Romney (R) ▌3. Mike Lee (R) ▌1. Bernie Sanders (I) ▌3. Peter Welch (D) ▌1. Tim Kaine (D) ▌2. Mark Warner (D) ▌1. Maria Cantwell (D) ▌3. Patty Murray (D) ▌1. Joe Manchin (D) ▌2. Shelley Moore Capito (R) ▌1. Tammy Baldwin (D) ▌3. Ron Johnson (R) ▌1. John Barrasso (R) ▌2. Cynthia Lummis (R) | Lãnh đạo Đảng Dân chủ Thượng việnLãnh đạo Dân chủ Chuck SchumerPhó Lãnh đạo Dân chủ Dick Durbin Lãnh đạo Đảng Cộng hoà Thượng việnLãnh đạo Cộng hoà Mitch McConnellPhó Lãnh đạo Cộng hoà John Thune |

#### Wyoming

2 Dân chủ(21 bang)
(2 bang)
1 Dân chủ và 1 Cộng hòa(4 bang)
(1 bang)
2 Cộng hòa(22 bang)

### Hạ viện
- Alabama
- Alaska
- Arizona
- Arkansas
- California
- Colorado
- Connecticut
- Delaware
- Florida
- Georgia
- Hawaii
- Idaho
- Illinois
- Indiana
- Iowa
- Kansas
- Kentucky
- Louisiana
- Maine
- Maryland
- Massachusetts
- Michigan
- Minnesota
- Mississippi
- Missouri
- Montana
- Nebraska
- Nevada
- New Hampshire
- New Jersey
- New Mexico
- New York
- North Carolina
- North Dakota
- Ohio
- Oklahoma
- Oregon
- Pennsylvania
- Rhode Island
- South Carolina
- South Dakota
- Tennessee
- Texas
- Utah
- Vermont
- Virginia
- Washington
- West Virginia
- Wisconsin
- Wyoming
- Đại biểu không bỏ phiếu

Tất cả 435 ghế đã tham gia cuộc bầu cử tháng 11 năm 2022. Ngoài ra, 6 đại biểu không bỏ phiếu cũng đã được bầu từ các vùng lãnh thổ của Hoa Kỳ và Washington, DC
Các con số đề cập đến một khu vực bầu cử của tiểu bang nhất định trong Quốc hội này. 8 khu vực quốc hội mới đã được thành lập hoặc tái thành lập, trong khi 8 khu vực khác bị loại bỏ theo kết quả của cuộc điều tra dân số Hoa Kỳ năm 2020.

## Những thay đổi về tư cách thành viên

### Thượng viện
| Bang (nhóm ghế) | Tiền nhiệm    | Lý do thay đổi | Kế nhiệm          | Ngày tuyên thệ      |
| --------------- | ------------- | --- | ----------------- | ------------------- |
| Nebraska(2)     | Ben Sasse (R) | Từ chức vào ngày 8 tháng 1 năm 2023 để trở thành Chủ tịch Đại học Florida. Người kế nhiệm được bổ nhiệm vào ngày 12 tháng 1 năm 2023. | Pete Ricketts (R) | 23 tháng 1 năm 2023 |

### Hạ viện
| Khu        | Tiền nhiệm | Lý do thay đổi | Kế nhiệm | Ngày tuyên thệ |
| ---------- | ---------- | --- | -------- | -------------- |
| Virginia 4 | Trống      | Đương nhiệm Donald McEachin (D) mất ngày 28 tháng 11 năm 2022, trước khi Quốc hội khóa này bắt đầu. Một cuộc bầu cử đặc biệt sẽ được tổ chức vào ngày 21 tháng 2 năm 2023. | TBD      | TBD            |

## Ủy ban

### Thượng viện
| Ủy ban                                         | Chủ tịch                  | Thành viên xếp hạng         |
| ---------------------------------------------- | ------------------------- | --------------------------- |
| Lão hóa (Đặc biệt)                             | Bob Casey Jr.             | TBD                         |
| Nông nghiệp, Dinh dưỡng và Lâm nghiệp          | Debbie Stabenow (D-MI)    | John Boozman (R-AR)         |
| Phân bổ ngân sách                              | Patty Murray (D-WA)       | Susan Collins (R-ME)        |
| Dich vụ Vũ trang                               | Jack Reed (D-RI)          | Roger Wicker (R-MS)         |
| Ngân hàng, Gia cư và Đô thị                    | Sherrod Brown (D-OH)      | Tim Scott (R-SC)            |
| Ngân sách                                      | Sheldon Whitehouse (D-RI) | Lindsey Graham (R-SC)       |
| Thương mại, Khoa học và Giao thông vận tải     | Maria Cantwell (D-WA)     | Ted Cruz (R-TX)             |
| Năng lượng và Tài nguyên thiên nhiên           | Joe Manchin (D-WV)        | John Barrasso (R-WY)        |
| Môi trường và Công trình công cộng             | Tom Carper (D-DE)         | Shelley Moore Capito (R-WV) |
| Đạo đức (Chọn lọc)                             | Chris Coons               | James Lankford              |
| Tài chính                                      | Ron Wyden (D-OR)          | Mike Crapo (R-ID)           |
| Đối ngoại                                      | Bob Menendez (D-NJ)       | Jim Risch (R-ID)            |
| Y tế, Giáo dục, Lao động và Lương hưu          | Bernie Sanders (I-VT)     | Bill Cassidy (R-LA)         |
| An ninh Nội địa và Các vấn đề Chính phủ        | Gary Peters (D-MI)        | Rand Paul (R-KY)            |
| Các vấn đề về Người da đỏ (Chọn lọc Vĩnh viễn) | Brian Schatz              | Lisa Murkowski              |
| Tình báo (Chọn lọc)                            | Mark Warner               | Marco Rubio                 |
| Kiểm soát ma tuý quốc tế (Họp kín Vĩnh viễn)   | TBD                       | John Cornyn                 |
| Tư pháp                                        | Dick Durbin (D-IL)        | Chuck Grassley (R-IA)       |
| Quy tắc và Quản lý                             | Amy Klobuchar (D-MN)      | Deb Fischer (R-NE)          |
| Doanh nghiệp nhỏ và Doanh nhân                 | Ben Cardin (D-MD)         | TBD                         |
| Cựu chiến binh                                 | Jon Tester (D-MT)         | Jerry Moran (R-KS)          |

#### Hạ viện
| Ủy ban                              | Chủ tịch                      | Thành viên xếp hạng    |
| ----------------------------------- | ----------------------------- | ---------------------- |
| Nông nghiệp                         | Glenn Thompson (R-PA)         | David Scott (D-GA)     |
| Phân bổ ngân sách                   | Kay Granger (R-TX)            | Rosa DeLauro (D-CT)    |
| Dịch vụ Vũ trang                    | Mike Rogers (R-AL)            | Adam Smith (D-WA)      |
| Ngân sách                           | Jodey Arrington (R-TX)        | Brendan Boyle (D-PA)   |
| Giáo dục và Lao động                | Virginia Foxx (R-NC)          | Bobby Scott (D-VA)     |
| Năng lượng và Thương mại            | Cathy McMorris Rodgers (R-WA) | Frank Pallone (D-NJ)   |
| Đạo đức                             | Michael Guest (R-MS)          | Susan Wild (D-PA)      |
| Dịch vụ tài chính                   | Patrick McHenry (R-NC)        | Maxine Waters (D-CA)   |
| Ngoại giao                          | Michael McCaul (R-TX)         | Gregory Meeks (D-NY)   |
| An ninh Nội địa                     | Mark E. Green (R-TN)          | Bennie Thompson (D-MS) |
| Quản lý                             | Bryan Steil (R-WI)            | Joe Morelle (D-NY)     |
| Tình báo (Chọn lọc Vĩnh viễn)       | Mike Turner (R-OH)            | Jim Himes (D-CT)       |
| Tư pháp                             | Jim Jordan (R-OH)             | Jerry Nadler (D-NY)    |
| Tài nguyên Thiên nhiên              | Bruce Westerman (R-AR)        | Raúl Grijalva (D-AZ)   |
| Giám sát và Cải cách                | James Comer (R-KY)            | Jamie Raskin (D-MD)    |
| Quy tắc                             | Tom Cole (R-OK)               | Jim McGovern (D-MA)    |
| Khoa học, Vũ trụ và Công nghệ       | Frank Lucas (R-OK)            | Zoe Lofgren (D-CA)     |
| Doanh nghiệp nhỏ                    | Roger Williams (R-TX)         | Nydia Velázquez (D-NY) |
| Giao thông Vận tải và Cơ sở hạ tầng | Sam Graves (R-MO)             | Rick Larsen (D-WA)     |
| Cựu chiến binh                      | Mike Bost (R-IL)              | Mark Takano (D-CA)     |
| Cách thức và Phương tiện            | Jason Smith (R-MO)            | Richard Neal (D-MA)    |

### Liên hợp
| Ủy ban    | Chủ tịch | Phó Chủ tịch | Thành viên xếp hạng | Thành viên xếp hạng phó |
| --------- | -------- | ------------ | ------------------- | ----------------------- |
| Kinh tế   | TBD      | TBD          | TBD                 | TBD                     |
| Thư viện  | TBD      | TBD          | TBD                 | TBD                     |
| In ấn     | TBD      | TBD          | TBD                 | TBD                     |
| Đánh thuế | TBD      | TBD          | TBD                 | TBD                     |

## Cán bộ, viên chức

### Quốc hội
- Kiến trúc sư Điện Capitol: Brett Blanton
- Bác sĩ : Brian P. Monahan

### Thượng viện
- Tuyên úy: Barry Black (Cơ Đốc Phục Lâm)
- Người phụ trách: Melinda Smith
- Sử gia: Betty Koed
- Thủ thư : Leona I. Faust
- Nghị sĩ Hùng biện : Elizabeth MacDonough
- Thư ký: Sonceria Berry
- Sergeant at Arms và Người giữ cửa: Karen Gibson

### Hạ viện
- Tuyên úy: Margaret G. Kibben (Trưởng Lão)
- Giám đốc hành chính: Catherine Szpindor
- Thư ký: Cheryl Johnson
- Sử gia: Matthew Wasniewski
- Nghị sĩ Hùng biện: Jason Smith
- Thư ký phát biểu: Tylease Alli (D) và Susan Cole (R)
- Sergeant at Arms: William McFarland